# What Kate Did (Izgubljeni)
"What Kate Did" je deveta epizoda druge sezone televizijske serije Izgubljeni i sveukupno 34. epizoda kompletne serije. Režirao ju je Paul Edwards, a napisali su je Steven Maeda i Craig Wright. Prvi puta je emitirana 30. studenog 2005. godine na televizijskoj mreži ABC. Glavni lik radnje epizode je Kate Austen (Evangeline Lilly).

## Radnja

### Prije otoka
Kate Austen digne u zrak kuću svog očuha, Waynea Jansena i na taj način ga ubije. Nakon toga suočava se sa svojom majkom, Diane Austen. Kate joj otkriva da je dignula policu osiguranja na Dianino ime. Kasnije Kate pokušava kupiti kartu za Tallahassee, ali ju uhićuje američki maršal Edward Mars, otkrivši joj da ju je njezina majka izdala. Tijekom kišne noći na cesti, Mars vozi Kate koja se nalazi u lisicama do Iowe. Odjednom, pored njihovog automobila prolazi crni konj zbog kojeg dožive prometnu nesreću. Kate iskorištava situaciju, grabi ključeve od lisica i bježi. Nakon toga posjećuje mjesto na kojem američka vojska obavlja svoju regrutaciju kako bi razgovarala sa svojim ocem, narednikom Samom Austenom. Kate mu govori da je tek nedavno otkrila da je Sam zapravo njezin očuh, a da joj je biološki otac bio Wayne. Sam joj otkriva da je bio svjestan toga cijelo vrijeme, ali da je skrivao istinu, jer se bojao da bi Kate mogla ubiti Waynea ako ikada sazna. Nakon toga joj govori da će morati zvati vlasti zbog njezinog posjeta, ali će joj prije toga dati prednost od jednog sata za bijeg.

### Na otoku
U oknu Jack se skrbi za Sawyera. U međuvremenu, Kate skuplja voće u džungli. Odjednom šokirana ugleda crnog konja koji stoji malo u daljini. Vraća se u okno kako bi se nastavila skrbiti za Sawyera te unositi brojke u kompjuter dok Jack odlazi na pogreb za Shannon. Na pogrebu Sayid pokušava reći nekoliko riječi, ali uspije izreći samo da ju je volio i ode. Za to vrijeme u oknu Kate govori onesviještenom Sawyeru da je vidjela konja u džungli. Odjednom ju Sawyer grabi za vrat i upita: "Ubila si me. Zašto si me ubila?" Jack i Locke se vraćaju u okno i čuju alarm, a nakon toga ugledaju Sawyera na podu - Kate nema nigdje. Jack pronađe Kate i upita ju zbog čega je napustila okno. Njih dvoje se posvađaju nakon čega Kate naglo poljubi Jacka; međutim, odmah i pobjegne. Uskoro Sayid pronalazi Kate kod groba od Shannon. Ona mu se ispričava što nije došla na pogreb i priznaje da smatra da postaje luda na što joj Sayid odgovara da je vidio Walta u džungli nedugo prije nego što je Shannon ubijena te ju upita čini li i njega to ludim. 
Za to vrijeme u oknu Michael upita Lockea u vezi neprobojnih vrata na stropu za koje Locke priznaje da ih nije prije primijetio. Nakon toga Locke pusti Michaelu i Mr. Ekou film Dharma Inicijative Orientation i objasni im da se uvijek po dvoje ljudi nalaze na straži kako bi unosili brojeve u kompjuter. Michael zatraži da pregleda opremu na što Locke pristaje. Kasnije Eko poziva Lockea u stranu i otkriva mu još jednu rolu filma koju je otkrio dok se nalazio na drugoj strani otoka u stanici Strijela (Arrow). Locke odmota dio trake filma i prepozna Dr. Marvina Candlea. Natrag u oknu Kate - uvjerena da je Wayneov duh nekako opsjeo Sawyerovo tijelo - priznaje na glas da ga je ubila nakon što je saznala da je on njezin biološki otac. Nakon tog priznanja, Sawyer se budi, a njegovi komentari otkrivaju da je čuo svaku riječ koju je Kate izgovorila. Kate mu pokaže okno nakon čega njih dvoje odu prošetati vani. Dok šetaju džunglom, crni konj se ponovno pojavljuje. Sawyer također kaže da vidi konja. Kate mu prilazi, podraga ga i nakon nekoliko trenutaka konj odlazi natrag u džunglu. U međuvremenu Eko i Locke postave traku filma iz Biblije u projektor te pogledaju onaj dio glavnog filma koji nedostaje. U njemu Dr. Candle proširuje svoja objašnjenja oko upozorenja za kompjuter i činjenicu da se isti mora koristiti isključivo u svrhu unošenja brojeva. Također napominje da premda zbog izolacije stanice Labud oni koji koriste kompjuter mogu doći u napast komunicirati s vanjskim svijetom to ne smiju učiniti, jer bi bilo kakva upotreba kompjutera van svoje svrhe mogla dovesti do novog "incidenta". Dok pregledava kompjutersku opremu Michael začuje čudan zvuk iz kompjutera. Čini se da kompjuter prima poruke. Kada Michael utipka svoje ime na ekran, dolazi mu poruka: "Tata?"

## Zanimljivosti
U jednoj sceni epizode Hurley komentira kako nije očekivao da je Rosein suprug bijelac, prije nego što Jack brzo promijeni temu. Producenti su smatrali da je važno naglasiti kako se radi o međurasnom paru te da Hurley izgovara ono što publika misli. Glumica Caldwell složila se s njima i mislila je da bi bilo čudno da se ništa nije spomenulo u vezi s tim. Glumcu Andersonu bilo je drago da je Hurley to spomenuo, a posebno mu se svidjela činjenica što Jack uopće na to nije obraćao pozornost.

## Gledanost
Epizodu What Kate Did gledalo je 21.54 milijuna Amerikanaca.

## Vanjske poveznice
- "What Kate Did"  Arhivirana inačica izvorne stranice od 24. listopada 2012. (Wayback Machine) na ABC-u